# Wendell McKines
Wendell McKines, né le 18 août 1988, à Oakland, en Californie, est un joueur américain de basket-ball. Il évolue au poste d'ailier fort.

## Biographie
McKines joue au SPO Rouen Basket pendant la saison 2012-2013. Grâce à sa capacité à dunker, il est sélectionné au All-Star Game français en décembre 2012.
Il a sa propre marque de vêtements "Team Wensday".
En octobre 2013, il revient en France en tant que pigiste médical de Darnell Wilson au Portel et part jouer en Corée du Sud fin décembre 2013.

## Clubs successifs
- 2012 - 2013 :  SPO Rouen Basket (Pro B)
- 2013 :   Alaska Aces (PBA)
- 2013 - 2014 : 
  -  ESSM Le Portel (Pro B)
  -  Anyang KGC (KBL)
- 2014 - 2015 :  (Elitzur Ashkelon Liga Leumit)
- 2015 :  Rain or Shine Elasto Painters (PBA)
- 2015 - 2016 :
  -  Wonju Dongbu Promy (KBL)
  -  Cocodrilos de Caracas (LPB)
  -  Estudiantes Concordia (Liga A)
- 2016 :   Reales de la Vega (LNB)
- 2016-2017 : 
  -  Wonju Dongbu Promy (KBL)
  -  San Miguel Beermen (PBA)
- 2017-2018 :
  -  Busan KT Sonicboom (KBL)
  -  Cocodrilos de Caracas (LPB)
- 2018-2019 :
  -  Mineros de Zacatecas (LNBP)
  -  Malvin Montevideo (LUB)
  -  AS Denain Voltaire (Pro B)
- 2019 :  Hoops Club (LBL)

## Palmarès
- Champion du Venezuela 2016

## Distinction personnelle
- Sélectionné au All-star Game mexicain en 2018
- Meilleur joueur du mois d'octobre 2013 en Pro B[2]